# Henryk II (margrabia Miśni i Łużyc)
Henryk II (ur. 1103, zm. 1123) – margrabia Łużyc i margrabia Miśni od 1103 r.

## Życiorys
Henryk był pogrobowym synem margrabiego Łużyc i margrabia Miśni Henryka I. Jego matką była Gertruda, córki margrabiego Miśni Ekberta I. To ona, mimo roszczeń do Miśni i Łużyc ze strony licznych konkurentów, zdołała utrzymać tytuł margrabiowski dla małoletniego Henryka. Sprawowała faktyczne rządy do swej śmierci w 1117 r. Henryk pozostawał w konflikcie ze swoim kuzynem Konradem Wielkim, który próbował zagarnąć Miśnię i Łużyce (m.in. twierdząc, iż Henryk był faktycznie synem kucharza, a nie Henryka I). W 1121 r. Henryk pojmał swojego rywala. Zmarł jednak wkrótce potem, bezdzietnie (mimo ożenku z Adelajdą, córką margrabiego Marchii Północnej Lotara Udona III ze Stade), a Miśnia i Łużyce, mimo zakusów Wiprechta z Groitzsch ostatecznie przeszły w ręce uwolnionego Konrada.